# L'Homme qui a perdu son ombre
Pour plus de détails, voir Fiche technique et Distribution.
L'Homme qui a perdu son ombre est un film franco-suisse réalisé par Alain Tanner et sorti en 1991.

## Synopsis
Un journaliste de 30 ans démissionne à la suite d'un désaccord avec son chef. Il part en laissant derrière lui sa famille, et rejoint un ami en Andalousie.

## Fiche technique
- Réalisation : Alain Tanner
- Scénario : Alain Tanner
- Musique : Arié Dzierlatka
- Image : José Luis López-Linares
- Montage : Monica Goux
- Durée : 102 minutes
- Dates de sortie :
  - Suisse : Août 1991 (Festival du film de Locarno)
  - France : 15 janvier 1992

## Distribution
- Francisco Rabal : Antonio
- Dominic Gould : Paul
- Ángela Molina : Maria
- Valeria Bruni Tedeschi : Anne
- Jean-Gabriel Nordmann : Journaliste
- Marc Lawton : Pianiste
- Cécile Tanner : Danseuse
- Jocelyne Maillard : Danseuse
- Asunción Balaguer : femme d'Antonio

## Distinctions
- Meilleur acteur pour Francisco Rabal au Festival du film de Montréal
- Meilleur réalisateur étranger pour Alain Tanner aux Turia Awards